# Gintautas Piešina
Gintautas Piešina (* 8. April 1952 in Šiauliai; † 25. April 2014 in Vilnius) war ein litauischer Schachspieler. 1988 wurde ihm der Titel eines Internationalen Meisters verliehen. Fünfmal gewann er die Meisterschaft der Litauischen Sozialistischen Sowjetrepublik (1972, 1974, 1978, 1984 und 1988). 1988 wurde er Sieger der gemeinsamen Meisterschaft des Baltikums und Weißrusslands. 1994 nahm er an der Schacholympiade in Moskau teil. Er absolvierte für Litauen eine einzige Partie in der ersten Runde gegen Jemen, die er gewann. Vereinsschach spielte er in Litauen für die Mannschaft der Schachschule Vilnius, mit der er am European Club Cup 1996 teilnahm, sowie bei der polnischen Mannschaftsmeisterschaft 1991 für KSz Hetman Gryfów Śląski. Seine höchste Elo-Zahl von 2430 erreichte er im Januar 1989.